# Deutsche Ornithologen-Gesellschaft
La Deutsche Ornithologen-Gesellschaft (letteralmente: società tedesca di ornitologia) è una delle più antiche società scientifiche del mondo, in quanto venne fondata nell'ottobre 1850 a Lipsia da Johann Friedrich Naumann, Eduard Baldamus (1812-1893) e Eugen Ferdinand von Homeyer. Dal 1854 il suo organo di stampa è il Journal für Ornithologie.
Assegna regolarmente un premio, l'Erwin-Stresemann-Preis, in onore di Erwin Stresemann.

## Alcuni membri famosi
- Bernard Altum (1824-1900)
- Wilhelm Blasius (1845-1912)
- Jean Cabanis (1816-1906)
- Gustav Hartlaub (1814-1900)
- Oskar Heinroth (1871-1945)
- Eugen Ferdinand von Homeyer (1809-1889)
- Mikhaïl Menzbier (1855-1935)
- Johann Friedrich Naumann (1780-1857)
- Anton Reichenow (1847-1941)
- Hermann Schalow (1852-1925)
- Erwin Stresemann (1889-1972)
- Viktor von Tschusi zu Schmidhoffen (1847-1924)